# Maciej Śliwnicki
Maciej Śliwnicki (zm. 1551 lub 1552) – polski prawnik i duchowny katolicki, prepozyt kapituły katedralnej poznańskiej w latach 1542–1551, kanonik gnieźnieński od 1529, archidiakon gnieźnieński od 1528, archidiakon poznański od 1541, autor Sigismundiny (Kodeksu Zygmunta), projektu kodyfikacji prawa miejskiego z 1527 r. Projekt oparty był na prawie rzymskim i kanonicznym, miał znieść prawo niemieckie, posiłkowo miał być stosowany również w odniesieniu do szlachty, ostatecznie odrzucony, bo szlachta się sprzeciwiła, argumentując, że pomija prawo niemieckie. Zatwierdzony przez Zygmunta Starego jedynie jako prawo obowiązujące w dobrach arcybiskupstwa gnieźnieńskiego.